# بي آي إف (مجلة)
بي آي إف – صداقات النساء المثالية (بالألمانية: Die BIF – Blätter Idealer Frauenfreundschaften) كانت مجلة ألمانية قصيرة العمر مخصصة للنساء المثليات، صدرت في برلين بين عامي 1925 و1927. تُعتبر المجلة وثيقة تاريخية هامة تعكس ثقافة المثليات المزدهرة خلال حقبة جمهورية فايمار، حيث كانت بمثابة منصة للتواصل الاجتماعي والثقافي.
نشرتها منظمة "رابطة الصداقات النسائية المثالية" (Bund für ideale Frauenfreundschaft)، التي كانت تديرها الناشطة البارزة في مشهد المثليات ببرلين، لوته هام.

## التاريخ والسياق
ظهرت مجلة "بي آي إف" في منتصف عشرينيات القرن الماضي، وهي فترة كانت تُعرف بـ "العصر الذهبي" لجمهورية فايمار، حيث شهدت الحريات الاجتماعية والثقافية ازدهارًا كبيرًا، خاصة في المدن الكبرى مثل برلين. في هذا المناخ، تشكلت ثقافة فرعية نشطة للمثليات، مع انتشار الحانات والنوادي والجمعيات الخاصة بهن.
تأسست "بي آي إف" على يد "رابطة الصداقات النسائية المثالية"، وهي منظمة كانت جزءًا من شبكة واسعة من النوادي والفعاليات التي أدارتها لوته هام، والتي كانت تهدف إلى توفير مساحات آمنة واجتماعية للنساء المثليات. كانت المجلة تستهدف جمهورًا يُعتقد أنه أكثر رقيًا وثقافة مقارنة بمجلات أخرى للمثليات في ذلك الوقت مثل "دي فرويندين" (بالألمانية: Die Freundin).

## المحتوى والمواضيع
على عكس المجلات الأخرى التي ركزت على السياسة أو الحقوق المدنية، كانت "دي بي إف" ذات طابع اجتماعي وثقافي وترفيهي في المقام الأول. كان محتواها يهدف إلى بناء مجتمع متماسك وخدمة اهتمامات قارئاتها.
تضمنت المجلة الأقسام التالية:
- إعلانات شخصية: كان هذا القسم جزءًا محوريًا، حيث أتاح للنساء المثليات فرصة للتعارف والتواصل بشكل آمن وسري. كانت الإعلانات تُكتب بأسلوب حذر، مستخدمة عبارات مثل "صداقة مثالية" كرمز للعلاقات المثلية.
- محتوى أدبي: نشرت المجلة قصصًا قصيرة وقصائد ومقالات ذات طابع رومانسي وعاطفي.
- دليل الفعاليات: كانت المجلة بمثابة تقويم للأحداث الاجتماعية الخاصة بمجتمع المثليات في برلين، حيث كانت تعلن عن الحفلات الراقصة والتجمعات في النوادي التي تديرها لوته هام، مثل نادي "مونبيجو" الشهير.
- صور وأخبار فنية: غالبًا ما كانت أغلفة المجلة تحمل صورًا لممثلات سينمائيات ومسرحيات شهيرات، مثل مارلينه ديتريش وإليزابيث بيرغنر، اللاتي كن يحظين بإعجاب كبير في أوساط المثليات آنذاك.

## نهاية النشر والإرث
توقفت المجلة عن الصدور في عام 1927 لأسباب غير مؤكدة تمامًا، ولكن يُرجح أنها تعود إلى خلافات داخلية في المنظمة الناشرة أو صعوبات مالية، وليس بسبب القمع النازي الذي بدأ بعد ذلك بسنوات.
على الرغم من عمرها القصير، تُعد "دي بي إف" اليوم وثيقة تاريخية نادرة ومصدرًا قيمًا للباحثين والمؤرخين المهتمين بدراسة تاريخ المثليات في ألمانيا. تقدم المجلة لمحة فريدة عن الحياة اليومية والشبكات الاجتماعية والثقافة الداخلية للنساء المثليات في فترة ما قبل الحرب، وتكشف عن كيفية بناء مجتمعاتهن والتعبير عن هوياتهن في ظل القيود الاجتماعية السائدة.